# 델타 중입자
델타 중입자(영어: Delta baryon 또는 Δ 중입자)는 위 쿼크나 아래 쿼크(u 또는 d 쿼크) 셋으로 이뤄진 아원자 입자 족이다.
Δ 중입자와 관련된 것이 넷 있다: 
Δ++
 (쿼크 구성: uuu), 
Δ+
 (uud), 
Δ0
 (udd), 그리고 
Δ−
 (ddd), 각각 전하가 +2 e, +1 e, 0 e, 그리고 −1 e이다. Δ 중입자는 질량이 약 1232 MeV/c2이고, 스핀은 3⁄2이며, 아이소스핀은 3⁄2이다. 반면 일반적인 양성자와 중성자(핵자 (기호: N))는 질량이 939 MeV/c2이고, 스핀은 1⁄2이며, 아이소스핀은 1⁄2이다. 
Δ+
 (uud) 와 
Δ0
 (udd) 입자는 각각 더 질량이 큰 들뜬 양성자 (
N+
, uud)와 중성자 (
N0
, udd)이다. 하지만 
Δ++
와 
Δ−
는 유사한 핵자가 없다.
이 상태는 1950년 중반에 시카고 대학교의 사이클로트론과 카네기 멜런 대학교의 싱크로사이클로트론에서 수소 표적에 가속된 파이온+를 사용해 실험적으로 발견되었다. 특수하게 +2의 전하를 지니는 
Δ++
의 존재는 쿼크 모형의 발전에 중요한 단서가 되었다.
여기서 다뤄진 델타 상태는 양성자와 중성자의 가장 작은 질량을 가진 들뜬 양자이다. 더 큰 질량에서는 다른 델타 상태가 나타나고, 모두 아이소스핀은 3⁄2 단위를 가지지만, 스핀 양자수는 1⁄2, 3⁄2, 5⁄2, ... 11⁄2를 포함한다. 이 모든 상태들의 전체 속성 목록은 참고 문헌에서 찾을 수 있다..
반대 전하를 가지고 대응하는 반 쿼크로 이루어진 반 델타 상태 가 존재한다.

## 생성과 붕괴
델타 상태는 양성자나 파이온과 같은 에너지가 충분한 입자가 양성자나 중성자에 충돌할 때나 에너지가 충분한 중성자 쌍이 충돌할 때 생성된다.
All of the Δ 중입자는 모두 질량이 1232 MeV 정도로 강력을 통해 핵자(양성자나 중성자)와 적절한 전하를 가진 파이온으로  붕괴한다. 가능한 마지막 전하 상태의 상대적인 확률은 그 상대적인 아이소스핀 결합 상수에 의해 주어진다. 
Δ+
는 더 드물고 더 느리게 양성자와 광자로 붕괴하고 
Δ0
는 중성자와 광자로 붕괴한다.

## 목록
| 입자 이름 | 기호       | 쿼크 구성 | 질량 (MeV/c2) | I3   | JP   | Q(e) | S | C | B′ | T | 평균 수명(s)         | 일반적인 붕괴 입자   |
| --------- | ---------- | --------- | ------------- | ---- | ---- | ---- | - | - | -- | - | -------------------- | -------------------- |
| 델타      | Δ++ (1232) | u         | 1,232 ± 2     | +3⁄2 | 3⁄2+ | +2   | 0 | 0 | 0  | 0 | (5.63±0.14)×10−24[a] | p+ + π+              |
| 델타      | Δ+ (1232)  | u d       | 1,232 ± 2     | +1⁄2 | 3⁄2+ | +1   | 0 | 0 | 0  | 0 | (5.63±0.14)×10−24[a] | π+ + n0 , or π0 + p+ |
| 델타      | Δ0 (1232)  | u d       | 1,232 ± 2     | −1⁄2 | 3⁄2+ | 0    | 0 | 0 | 0  | 0 | (5.63±0.14)×10−24[a] | π0 + n0 , or π− + p+ |
| 델타      | Δ− (1232)  | d         | 1,232 ± 2     | −3⁄2 | 3⁄2+ | −1   | 0 | 0 | 0  | 0 | (5.63±0.14)×10−24[a] | π− + n0              |

[a] ^  PDG는 공명폭 (Γ)을 발표했다. 여기에서는 그 대신 변환값 {\textstyle \tau ={\frac {\hbar }{\Gamma }}}을 기술했다.

### 서지학
- C. Amsler et al. (Particle Data Group) (2008). “Review of Particle Physics”. 《Physics Letters B》 667 (1): 1. Bibcode:2008PhLB..667....1A. doi:10.1016/j.physletb.2008.07.018.